# Liste des lycées de Roi Morvan Communauté
Les lycées de Roi Morvan Communauté - dans le département du Morbihan, en Bretagne - sont au nombre de trois. Deux sont situés à Gourin et un à Priziac. Les trois sont privés sous contrat. Un lycée assure un enseignement général et technologique, un autre un enseignement professionnel et le dernier un enseignement agricole.
On trouvera ci-dessous les différentes formations assurées par ces lycées.

Les études secondaires en France

## Présentation générale
| Lycée                         | Public | Privé | général et technologique | professionnel | agricole | CPGE | BTS |
| ----------------------------- | ------ | ----- | ------------------------ | ------------- | -------- | ---- | --- |
| Lycée Jeanne d'Arc de Gourin  |        | X     | X                        |               |          |      |     |
| Lycée Saint-Yves de Gourin    |        | X     |                          |               | X        |      |     |
| Lycée Saint-Michel de Priziac |        | X     |                          | X             |          |      |     |

## Gourin

### Lycée Jeanne d'Arc
Il s'agit d'un lycée général et technologique privé .
Formations assurées :
- Bac général, le lycée propose 8 spécialités :
  - Mathématiques
  - Sciences Physiques Chimie
  - Science de la Vie et de la Terre
  - Humanités Littératures Philosophie
  - Arts Plastiques
  - Langues, Littératures et Cultures Etrangères ou Anglais Monde Contemporain
  - Histoire Géographie, Géopolitiques et Sciences politiques
  - Sciences Economiques et Sociales
- Bac STMG, spécialités Management / Mercatique (Marketing)
- Langues : LVA : anglais, LVB : allemand et espagnol
- Options : Latin, Théâtre et Arts Plastiques
- Options en Terminale : Mathématiques Complémentaires et Droit
- Section Européenne Anglais (DNL Histoire-Géo Bilingue)

 Liens externes :
- Site du lycée Jeanne d'Arc
- « Fiche de l'établissement sur l'annuaire du ministère de l'Éducation nationale », sur education.gouv.fr (consulté le 1er avril 2017)
- « Fiche de l'établissement sur l'annuaire de l'Académie de Rennes », sur ac-rennes.fr, Académie de Rennes (consulté le 1er avril 2017)
- Fiche des enseignements de l'établissement sur le site de l'ONISEP

### Lycée Saint-Yves
Il s'agit d'un lycée professionnel agricole privé.
Formations assurées :
- CAPA :Jardinier paysagiste
- CAPA : Métiers de l'agriculture
- CAPA : Services aux personnes et vente en espace rural
- Bac pro agricole : Agroéquipement
- Bac pro agricole : Conduite et gestion de l'exploitation agricole option systèmes à dominante élevage
- Bac pro agricole : Services aux personnes et aux territoires
- Section européenne : anglais
- BTSA : Génie Des Equipements Agricoles
- BTS : Economie Sociale Familiale

 Liens externes :
- Site du lycée Saint-Yves
- « Fiche de l'établissement sur l'annuaire du ministère de l'Éducation nationale », sur education.gouv.fr (consulté le 1er avril 2017)
- « Fiche de l'établissement sur l'annuaire de l'Académie de Rennes », sur ac-rennes.fr, Académie de Rennes (consulté le 1er avril 2017)
- Fiche des enseignements de l'établissement sur le site de l'ONISEP

## Priziac

### Lycée Saint-Michel
Il s'agit d'un lycée professionnel privé dépendant des Apprentis d'Auteuil.
Formations assurées :
- CAP Boulanger
- CAP Maintenance des véhicules option voitures particulières (voir Mécanicien automobile)
- CAP Menuisier fabricant de menuiserie, mobilier et agencement
- CAP Pâtissier
- CAP Peintre-applicateur de revêtements (voir activités de Ravalement de façade et Peintre décorateur)
- CAP Préparation et réalisation d'ouvrages électriques (Voir Électricien et Électrotechnicien)
- CAP Serrurier métallier
- Bac pro Boulanger pâtissier
- Bac pro Réalisation de produits imprimés et plurimédia option A productions graphiques (participation aux étapes de la réalisation d'un document avant son impression (pré-presse))
- Bac pro Réalisation de produits imprimés et plurimédia option B productions imprimées (conduite des machines à imprimer, voir Imprimerie)

- Voir aussi Les métiers du BTP (Bâtiments et Travaux publics) pour les poursuites d’études et les spécialisations possibles après certains de ces CAP et Bac pro.

En 2015, Lycée Saint-Michel à Priziac était l'établissement qui avait récolté le plus de médailles (11 sur 106) pour les meilleurs apprentis de Bretagne  et de nouveau plusieurs médailles en 2016,, 2019 ,.
Les élèves de ce lycée remportent chaque année des médailles pour le concours des meilleurs apprentis de France au niveau départemental, régional et parfois national. Les lycéens du lycée qui préparent un Bac Pro poursuivent de plus en plus leurs études en BTS. Le lycée a des enseignants confirmés dont un Meilleur ouvrier de France en Boulangerie et propose un hébergement en internat pour les élèves qui ne peuvent pas rentrer chaque soir chez eux.
 Liens externes :
- Site du Lycée Saint-Michel
- « Fiche de l'établissement sur l'annuaire du ministère de l'Éducation nationale », sur education.gouv.fr (consulté le 1er avril 2017)
- « Fiche de l'établissement sur l'annuaire de l'Académie de Rennes », sur ac-rennes.fr, Académie de Rennes (consulté le 1er avril 2017)
- Fiche des enseignements de l'établissement sur le site de l'ONISEP